# Pogromos de Odesa

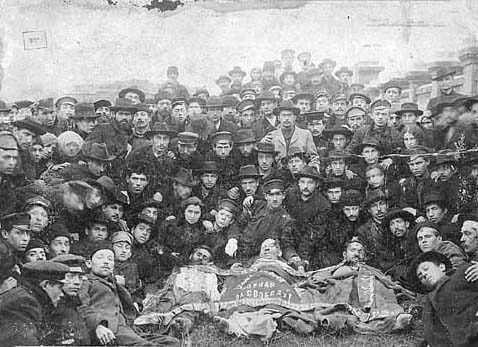
Miembros del Bund judío con los cuerpos de sus camaradas asesinados en Odesa durante la Revolución rusa de 1905.

Los Pogromos de Odesa es un término referido a la violencia antisemita en la ciudad de Odesa, Gobernación de Jersón, Imperio ruso (actual Ucrania) que estalló en una serie de episodios en 1821, 1859, 1871, 1881, 1886 y 1905. El puerto de Odesa, en el Mar Negro era un lugar de población multiétnica, con griegos, judíos, rusos, ucranianos y otras comunidades, producto de las oleadas migratorias en torno a la península de Crimea y el Mar Negro a lo largo de los siglos.
Aunque ya se habían producido varios incidentes violentos en 1821, el primer pogromo antisemita de Odesa tuvo lugar en 1859. Los participantes en el pogromo eran en su mayoría griegos, liderados por marineros de los barcos estacionados en el puerto, y los griegos de la ciudad, con fuerte influencia en la administración y el comercio, se les unieron. El pogromo estalló en la Pascua cristiana; y la prensa local, que no guardaba muchas simpatías hacia los judíos, intentó transformarlo en una pelea accidental. Nuevos pogromos se sucedieron en 1871, 1881 y 1886.
Habitualmente los historiadores destacan el antagonismo económico entre los griegos y judíos de Odesa, además de las fricciones religiosas. En los pogromos de 1881 y 1905 muchas propiedades griegas también resultaron destruidas.
Los pogromos a menudo eran cometidos con la aprobación tácita de las autoridades zaristas. Existen evidencias de que durante el pogromo de 1905 la policía apoyó a los ciudadanos antisemitas.

El bolchevique Ósip Piátnitski, que se encontraba en Odesa en aquel momento cuenta lo que ocurrió: "Allí vi la siguiente escena: una banda de hombres jóvenes, de entre 20-25 años, entre los que se encontraban policías de paisano y miembros del Departamento de Seguridad (Ojrana), rodeaban a cualquiera que pareciera judío, hombre, mujer o niño, los desnudaban y los golpeaban sin compasión [...] Organizamos de inmediato un grupo de revolucionarios armados con revólveres [...] corrimos hacia ellos y les disparamos, poniéndolos en fuga. Pero de repente entre nosotros y los antisemitas apareció un sólido frente de soldados, armados hasta los dientes y que se enfrentaron a nosotros. Nos retiramos. Los soldados se marcharon y los antisemitas regresaron. Este incidente se produjo en unas pocas ocasiones. Para nosotros estaba claro que los antisemitas estaban actuando conjuntamente con el ejército."